# 普拉托森特 (伊利諾伊州)
普拉托森特（英語：Plato Center）是位於美國伊利諾伊州凱恩縣的一個非建制地區。該地的面積和人口皆未知。

## 地理
普拉托森特的座標為42°01′36″N 88°25′48″W / 42.02667°N 88.43000°W，而該地的平均海拔高度為281米（即932英尺）。